# Dead Space 3
『Dead Space 3』（デッドスペース3）は、Visceral Gamesが開発し、北米、欧州などの地域においてエレクトロニック・アーツから2013年2月5日に発売されたSFサバイバルホラーサードパーソン・シューティングゲーム。2008年に発売された『DEAD SPACE』、2011年1月25日に発売された『DEAD SPACE 2』の続編となる。

## ストーリー

### 200年前
極寒の惑星『タウ・ヴォランティス（Tau Volantis）』にて、S.C.A.F（Sovereign Colonies Armed Forces, ソヴリンコロニー軍）隊員であるティム・カウフマン（Tim Caufman）は、同部隊の考古学者アール・セラーノ博士（Dr.Earl Serrano）より、謎の機械『コーデックス（Codex）』を持ち帰るよう指示を受ける。何とかコーデックスを基地に持ち帰ったティムは、突如上官であるスペンサー・マハード将軍（Spencer Mahad）に撃ち殺される。マハード将軍はコーデックス内のデータを消去し、部隊員が全員死亡していることを確認すると、S.C.A.Fの部隊章に敬礼し、自らの頭を撃ち抜いた。

### 現在
土星のコロニー『スプロール（sprawl）』での惨劇から3年後。辛くもスプロールのマーカー（Marker）を破壊したアイザック・クラーク（Isaac Clarke）だったが、それまでの3年間から目を背けるように月のコロニーで落ちぶれた日々を送っていた。共にスプロールから脱出し、同居していたエリー・ラングフォード（Ellie Langford）もそんなアイザックに愛想を尽かし、ある日姿を消してしまう。その一方で、マーカーを崇める『ユニトロジー教会（Church of Unitology）』はここ数年で急速に勢力を拡大。過激派の指導者であるジェイコブ・ダニック（Jacob Danik）の指示により大量のマーカーが建造され、既に複数のコロニーが破壊された。かつてはユニトロジー教会を影でコントロールする立場であった地球政府（Earth Government）はほぼ壊滅状態に陥り、今や殆ど機能していない状態であった。そんな中、落ちぶれたアイザックのもとに、地球政府軍の士官であるロバート・ノートン（Robert Norton）が訪れる。ノートンにより、アイザックのもとを去ったエリーは現在ノートンの恋人であり地球政府軍に加わっていること、マーカーを封印する手がかりを発見したものの行方不明になっていること、行方不明になる以前に過去に2度ネクロモーフ（Necromorph）の脅威から生き延びたアイザックを探すよう言い残していたことを告げられる。ノートンらの助けにより、折悪しく襲撃してきたダニックらユニトロジスト（Unitologist）の追撃を間一髪で逃れたアイザックは、行方不明のエリーを見つけるため、そしてマーカーに関する一連の戦いに決着を着けるべく、エリーの行方が途絶えた惑星『タウ・ヴォランティス』へと向かう。